# Szepesszentpál
Szepesszentpál (1899-ig Pavlyán, szlovákul: Pavľany, falu Szlovákiában, az Eperjesi kerület Lőcsei járásában.

## Fekvése
Lőcsétől 13 km-re északkeletre fekszik.

## Története
A falu Szepesalmás határában keletkezett a 13. században, 1245-ben „Polan” alakban említik először. 1325-ben „Polanfolua” alakban szerepel, 1329-ben szepesi prépostság birtokaként említik. 1776-tól az akkor alapított szepesi püspökség birtoka. 1787-ben 37 házában 253 lakos élt.
A 18. század végén Vályi András így ír róla: „PAVLÁN. Tót falu Szepes Vármegyében, földes Ura Görgei Uraság, lakosai külömbfélék, fekszik Felső Répáshoz nem meszsze, mellynek filiája, határja is hozzá hasonlító.”
1828-ban 50 háza és 371 lakosa volt. Lakói főként mezőgazdasággal foglalkoztak, később sokan Igló üzemeiben dolgoztak.
Fényes Elek 1851-ben kiadott geográfiai szótárában így ír a faluról: „Pavlián, tót falu, Szepes vmegyében, F. Répás fil. 368 kath. lak. F. u. a szepesi püspök. Ut. p. Lőcse.”
A trianoni diktátum előtt Szepes vármegye Szepesváraljai járásához tartozott.

## Népessége
| Év:            | 1994. | 2004.    | 2014.    | 2024.    |
| -------------- | ----- | -------- | -------- | -------- |
| Emberek száma: | 118   | 81       | 53       | 43       |
| Eltérés:       |       | -31,35 % | -34,56 % | -18,86 % |

| Év:            | 2023. | 2024. |
| -------------- | ----- | ----- |
| Emberek száma: | 43    | 43    |
| Eltérés:       |       | +0 %  |

1910-ben 252, túlnyomórészt szlovák lakosa volt.
2001-ben 83 szlovák lakosa volt.
2011-ben 58 lakosából 48 szlovák.

## Nevezetességei
- Szent Péter és Pál apostoloknak szentelt római katolikus temploma 1930-ban épült, a korábbi templom alapjain.
- Immaculata útikápolnája 19. századi.